# Socket 940
Socket 940は、AMDの64ビットサーバプロセッサ用の、940ピンのCPUソケットである。

## 概要
このソケットは、プロセッサの方向を合わせるための4箇所のキーの部分を除いて、全体が接点で覆われている。AMD Opteronと古いAMD Athlon 64 FX (FX-51)がSocket 940を使用している。メモリエラーの影響が大きく、許容されないサーバを対象としたため、このソケットを使用するプロセッサはレジスタードメモリーだけをサポートしている。
Socket 940の一般的な用途はサーバ向けである。デュアルソケットのボードはOpteron 200シリーズを使用する。4ソケットや8ソケット（4ソケットが一般的）のボードはOpteron 800シリーズを使用する。Socket 940プラットフォームは、ゲーム用の極端な性能ではなく、本来の処理性能と確実性を目的に設計されている。
Socket AM2と呼ばれる新しい940ピンのソケットがある。ピン数が同じであるにもかかわらず、Socket 940とAM2はピン互換ではない。つまりSocket 940用のプロセッサはSocket AM2に装着することが出来ず、逆も出来ない。これは、インテルの当時のプロセッサとは異なり、全ての64ビットのAMDプロセッサが、マザーボード上のチップセットではなくCPUダイ自身にメモリ管理機能を持っていることに原因がある。つまり、新しいタイプのメモリ（DDRに対するDDR2など）を使いたい場合、AMDは新しいメモリ管理機能を組み入れた新しいマイクロプロセッサを製造する必要がある。具体的には以下の通りである。Socket AM2はDDR2メモリ向けに設計され、Socket 940はDDRメモリ(DDR1とも呼ばれる)向けに設計されている。この問題は、CPUダイ自身にメモリ管理機能を含むことの欠点の1つである。しかし、この構成により性能が上がることをベンチマークの結果は表しているので、AMDはこの設計を採用している。
いくつかの関連する理由のため、Socket 939とSocket 940のCPUが同じDDRメモリ（つまりDDR1）をサポートするにもかかわらず、Socket 939のプロセッサはSocket 940のマザーボードで使用することが出来ない。この差は、Socket 940がより高価なレジスタードメモリを要求し、Socket 939は安価なアンバッファードメモリを使用することにある。4層マザーボードと6層マザーボード（後者の製造コストはわずかに高い）の違いによる、電気容量の差もある。これがSocket 939が作られた理由である。Socket 940は6層マザーボードを必要とする。AMDがゲーム用のハイエンドプロセッサのAthlon 64 FXを、Socket 940（Opetron 1xx）ベースから、Socket 939に移行したとき、このソケットの非互換性が不満を引き起こした。より高い性能を求める場合、完全に新しいマザーボードを購入し組み込む必要があった。AMDがSocket 939に移行した動機は、完全にトータルシステムコストによるものである。しかし、このソケットの変更の後でも、Athlon 64 FXは比較的高いコストであり、時にはSocket 940のOpteronに対してさえも、わずかに高価であった。Opteronの優れた性能により、Socket 940のOpteron 1xxの販売は、時にはFXのターゲット市場であるゲーマの間で、Athlon 64 FXの販売に食い込むことがあった。
最近のAMDのCPUソケットプラットフォームの急増により、Socket 940の寿命についての質問が、インターネット上に多く見られる。当初、Socket 940は主にサーバとハイエンドワークステーション向けにつくられた。この分野の購買決定は伝統的に保守的であり、5年のサイクルが終わったとき、既存資産を償却しつつ使用することが分かっている。したがって、AMDのSocket 940の計画は数年間延長され、このプラットフォームの寿命は比較的長くなっている。例えば、インテルPentiumプロセッサで有名になったSocket 5は、Super Socket 7を含む後方互換性を保ちながら、5年以上に渡って製造を続けた。インテルのPentium IIIとCeleronシリーズ用のSocket 370も、同等の期間に渡って継続した。
なお、ソケットフォームファクタに関係なく、全ての64ビットAMDプロッセッサは同じソフトウェアが動作する。全てのプロセッサが完全にバイナリ互換である。

## 採用製品
CPU
- AMD
  - K8
    - SledgeHammer
    - Venus / Troy / Athens
    - Italy / Egypt

チップセット
- AMD
  - 8000 Series
- NVIDIA
  - nForce3 150
  - nForce3 Professional 150, 250
  - nForce Professional 2200, 3400, 3600
- VIA
  - K8T800
- Broadcom
  - HT-1000, HT-2000